# Ronde van Frankrijk 2024/Zevende etappe
De zevende etappe van de Ronde van Frankrijk 2024 was een individuele tijdrit met een lengte van 25,3 kilometer. De etappe werd verreden op 5 juli met start in Nuits-Saint-Georges en eindigde in Gevrey-Chambertin.

## Parcours
De eerste individuele tijdrit van de Tour 2024 was een technisch parcours met na ongeveer 10 kilometer een klimmetje van 1,6 kilometer met een gemiddelde stijging van 6,5 procent. Vervolgens bleef het licht oplopen, waarna een afdaling naar Chambolle-Musigny volgde. Het parcours bleef nagenoeg vlak op het einde.

## Verloop
Remco Evenepoel won met de tijdrit in Cevrey-Chambertin zijn eerste etappe bij zijn Tourdebuut. De wereldkampioen tijdrijden was bij elke tussenpunt de beste en was uiteindelijk 12 seconden sneller dan Tadej Pogačar. Regerend Olympisch tijdritkampioen Primož Roglič eindigde op 34 seconden gevolgd door tweevoudig Tourwinnaar Jonas Vingegaard.
Remco Evenepoel won niet alleen de rit, hij brak ook een record. Met zijn 24 jaar en 162 dagen is hij de jongste Belg ooit die een etappe won in de Giro, Vuelta en de Tour.
| Nuits-Saint-Georges – Gevrey-Chambertin (25,3 km) |                    |                         |        |
| Plaats                                            | Naam               | Ploeg                   | Tijd   |
| 1                                                 | Remco Evenepoel    | Soudal Quick-Step       | 28'52" |
| 2                                                 | Tadej Pogačar      | UAE Team Emirates       | + 12"  |
| 3                                                 | Primož Roglič      | BORA-hansgrohe          | + 34"  |
| 4                                                 | Jonas Vingegaard   | Team Visma-Lease a Bike | + 37"  |
| 5                                                 | Victor Campenaerts | Lotto Dstny             | + 52"  |
| 6                                                 | Kévin Vauquelin    | Arkéa-B&B Hotels        | z.t.   |
| 7                                                 | Matteo Jorgenson   | Team Visma-Lease a Bike | +54"   |
| 8                                                 | João Almeida       | UAE Team Emirates       | +57"   |
| 9                                                 | Ben Healy          | EF Education-EasyPost   | +59"   |
| 10                                                | Stefan Küng        | Groupama-FDJ            | +1'00" |

## Klassementen

### Algemeen klassement
| Algemeen klassement (gele trui) |                  |                         |           |
| Plaats                          | Naam             | Ploeg                   | Tijd      |
| Gele trui                       | Tadej Pogačar    | UAE Team Emirates       | 27u16'23" |
| 2                               | Remco Evenepoel  | Soudal Quick-Step       | + 33"     |
| 3                               | Jonas Vingegaard | Team Visma-Lease a Bike | + 1'15"   |
| 4                               | Primož Roglič    | BORA-hansgrohe          | + 1'36"   |
| 5                               | Juan Ayuso       | UAE Team Emirates       | + 2'16"   |
| 6                               | João Almeida     | UAE Team Emirates       | + 2'17"   |
| 7                               | Carlos Rodríguez | INEOS Grenadiers        | + 2'31"   |
| 8                               | Mikel Landa      | Soudal Quick-Step       | + 3'35"   |
| 9                               | Matteo Jorgenson | Team Visma-Lease a Bike | + 4'03"   |
| 10                              | Aleksandr Vlasov | BORA-hansgrohe          | +4'36"    |

### Puntenklassement
| Puntenklassement (groene trui) |                  |                    |        |
| Plaats                         | Naam             | Ploeg              | Punten |
| Groene trui                    | Biniam Girmay    | Intermarché-Wanty  | 149    |
| 2                              | Mads Pedersen    | Lidl-Trek          | 111    |
| 3                              | Jonas Abrahamsen | Uno-X Mobility     | 87     |
| 4                              | Jasper Philipsen | Alpecin-Deceuninck | 85     |
| 5                              | Bryan Coquard    | Cofidis            | 75     |

### Bergklassement
| Bergklassement (bolletjestrui) |                  |                         |        |
| Plaats                         | Naam             | Ploeg                   | Punten |
| Bolletjestrui                  | Jonas Abrahamsen | Uno-X Mobility          | 26     |
| 2                              | Tadej Pogačar    | UAE Team Emirates       | 20     |
| 3                              | Valentin Madouas | Groupama-FDJ            | 16     |
| 4                              | Jonas Vingegaard | Team Visma-Lease a Bike | 15     |
| 5                              | Remco Evenepoel  | Soudal Quick-Step       | 12     |

### Jongerenklassement
| Jongerenklassement (witte trui) |                   |                         |           |
| Plaats                          | Naam              | Ploeg                   | Tijd      |
| Witte trui                      | Remco Evenepoel   | Soudal Quick-Step       | 27u16'56" |
| 2                               | Juan Ayuso        | UAE Team Emirates       | + 1'43"   |
| 3                               | Carlos Rodríguez  | INEOS Grenadiers        | +1'58"    |
| 4                               | Matteo Jorgenson  | Team Visma-Lease a Bike | +3'30"    |
| 5                               | Santiago Buitrago | Bahrain Victorious      | +5'20"    |

### Ploegenklassement
| Ploegenklassement |                    |           |
| Plaats            | Ploeg              | Tijd      |
|                   | UAE Team Emirates  | 81u54'04" |
| 2                 | Soudal Quick-Step  | +6'04"    |
| 3                 | BORA-hansgrohe     | +7'41"    |
| 4                 | INEOS Grenadiers   | +8'31"    |
| 5                 | Bahrain Victorious | +14'33"   |

1e etappe ·
2e etappe ·
3e etappe ·
4e etappe ·
5e etappe ·
6e etappe ·
7e etappe ·
8e etappe ·
9e etappe ·
10e etappe ·
11e etappe ·
12e etappe ·
13e etappe ·
14e etappe ·
15e etappe ·
16e etappe ·
17e etappe ·
18e etappe ·
19e etappe ·
20e etappe ·
21e etappe
Startlijst · Eindstanden · Afbeeldingen